# Crosh
Croshとは、Chrome OSデバイスのデベロッパー向けシェル。
ChromeブラウザからCtrl+Alt+Tでアクセスでき、システム情報を表示したり、デバッグを行ったりするためのツールとして利用される。

## 機能
- システム情報の確認:デバイスのバージョン、CPU、RAMなどの情報を確認できる。
- 診断テスト:バッテリーの充電状態や、その他のシステムコンポーネントのテストを実行できる。
- 開発者モードの有効化:Chrome OSの開発者モードを有効・無効にすることができる。
- リフレッシュ:Chrome OSを再インストールできる。
- コマンドラインツール:基本的なLinuxコマンドラインツールを使用できる。

## 使用方法
Croshが起動すると、コマンドプロンプトが表示される。ここで、上記の機能に関するコマンドを記述して実行できる。
battery_test 1と入力すると、バッテリーのテストが実行される。
注意点
Croshは開発者向けの機能であるため、一般ユーザーが利用するものではない。
悪ふざけでcroshのコマンドを入力するとPCに支障をきたす可能性があるので、絶対に悪ふざけでは使用しないでください。

| サブスタブ | この項目は、まだ閲覧者の調べものの参照としては役立たない、書きかけの項目です。この項目を加筆・訂正などしてくださる協力者を求めています。このテンプレートは分野別のサブスタブテンプレートやスタブテンプレート（Wikipedia:分野別のスタブテンプレート参照）に変更することが望まれています。 |

https://www.chromium.org/chromium-os/developer-library/reference/device/crosh/
https://support.google.com/chrome/thread/305797418/%E3%81%93%E3%82%93%E3%81%AB%E3%81%A1%E3%81%AF%E3%80%81chrome%E3%81%AEcrosh%E3%81%A7%E3%81%AF%E4%BD%95%E3%81%8C%E3%81%A7%E3%81%8D%E3%82%8B%E3%81%AE%E3%81%8B%E6%95%99%E3%81%88%E3%81%A6%E3%81%8F%E3%81%A0%E3%81%95%E3%81%84?hl=ja